# La Longue Rocque

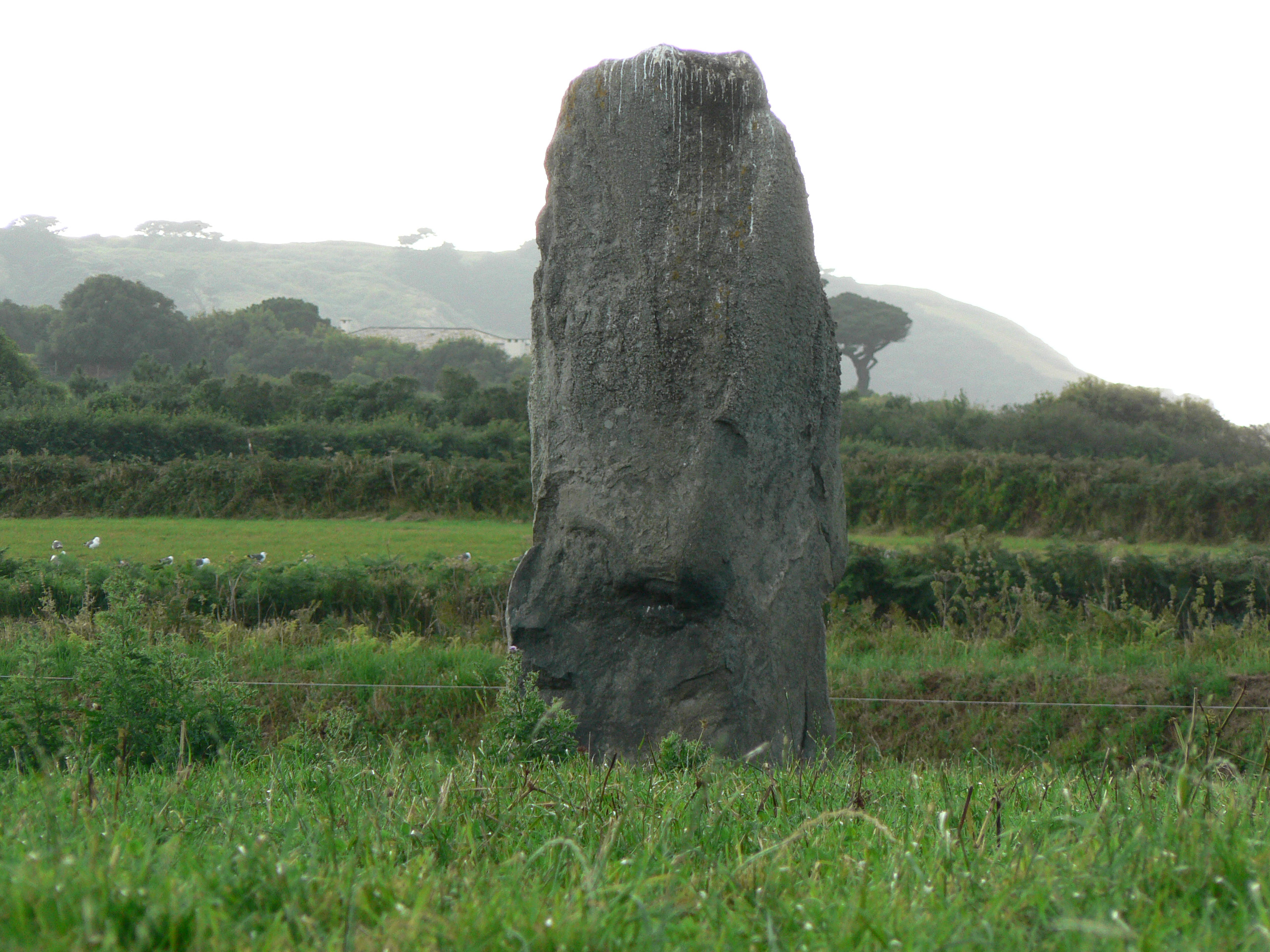
La Longue Rocque, Guernsey

La Longue Rocque é a pedra megalítica mais alta das Ilhas do Canal. O menir está em um campo próximo à estrada Les Paysans em Guernsey. O bloco de granito tem 3,5m de altura e estende-se ainda por um metro abaixo do solo.
Acredita-se que foi erguido entre 3000-1500 AC.